# تشالا موآنا

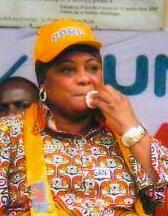
الیزابت تشالا موآنا با زنان لیگ زنان PPRD

الیزابت تشالا موآنا مویدیکای (۱۳ مارس ۱۹۵۸ - ۱۰ دسامبر ۲۰۲۲) که با نام هنری تشالا موآنا شناخته می‌شد، خواننده و رقصنده سرشناس اهل کنگو (کینشاسا) بود. او که به عنوان ملکه موتواشی (سبک موسیقی رقص سنتی منطقه کاسایی، زادگاهش) شهرت داشت، با لقب محبوب مامو ملی نیز شناخته می‌شد.
موانا در سال ۱۹۷۷ با گروه موسیقی Tsheke Tsheke Love همکاری خود را به عنوان رقصنده آغاز کرد و به تدریج به خوانندگی روی آورد. او با اجرای آهنگ‌های ماندگاری مانند «کاریبو یانگو» به شهرت رسید.
در طول دوران حرفه‌ای خود، این هنرمند برجسته تورهای متعددی در سطح بین‌المللی برگزار کرد و موفق به دریافت جوایز معتبری در عرصه‌های ملی، قاره‌ای و جهانی شد. حاصل فعالیت‌های هنری او ضبط بیش از ۲۰ آلبوم موسیقی بود.
از جمله افتخارات هنری موانا، حضور موسیقی‌اش در موسیقی متن دو فیلم سینمایی مهم است: فیلم موزیکال محبوب کنگویی «La Vie est Belle» (۱۹۸۷) و فیلم «Aya of Yop City».

## بیوگرافی
تشالا موآنا در ۱۳ مارس ۱۹۵۸ در لوبومباشی (که در آن زمان بخشی از کنگوی بلژیک و اکنون در جمهوری دموکراتیک کنگو قرار دارد) متولد شد. او دومین فرزند از ده فرزند خانواده بود. پدرش آمادئوس مویدیکایی، نظامی بود و مادرش آلفونسین بامبیوا تومبا، خانه دار بود.
ر سال ۱۹۶۴، زمانی که موآنا مویدیکای تنها ۶ سال داشت، پدرش به قتل رسید. او پس از این واقعهٔ تلخ، تحت سرپرستی مادرش بزرگ شد که تا سال ۲۰۰۵ در قید حیات بود.
در ژوئن ۲۰۲۰، شایعاتی مبنی بر فوت او منتشر شد، اما در واقع به دلیل سکته مغزی در بیمارستان بستری بود.
در نوامبر ۲۰۲۰، موآنا توسط آژانس اطلاعات ملی (ANR) بازداشت شد. این بازداشت به دنبال انتشار آهنگ ناسپاسی صورت گرفت که بسیاری آن را انتقادی پنهان از رئیس جمهور فلیکس شیسکدی و حمایتی از جوزف کابیلا، رئیس جمهور سابق و مربی پیشین موآنا تفسیر کردند. این خواننده همواره از حامیان عمومی کابیلا و حزب خلق برای بازسازی و دموکراسی (PPRD) بود.
در 10 دسامبر 2022، تشالا موآنا در سن 64 سالگی در کینشاسا درگذشت.  

## دیسکوگرافی

### آلبوم ها
- 1982: Kangungu
- 1983: Tshala Muana à Paris [جلد 1 تا 4]
- 1984: Tshala Muana
- 1985: M'Pokolo
- 1985: کامی
- 1367: نصی نبلی
- 1988: La Divine
- 1988: بیدوایا
- 1989: مونانگا
- 1990: شیبولا
- 1990: دیوانه
- 1990: Tshala Muana Dans Un Duo Pour L'Éternité with Papa Wemba
- 1991: ستاره پرنده
- 1994: Ntambue
- 1996: موتواشی
- 1999: پیکا پنده
- 2003: مالو
- 2004: Thanza
- 2007: Tshikuna Fou
- 2009: سیکیلا
- 2016: Lunzenze

### تک آهنگ ها و EP ها
- 1981: "آمینه" / "تشبله"
- 1987: "پادزهر"
- 1988: "کاریبو یانگو"

## لینک های خارجی
- Tshalamuana.ifrance.com
- دیسکوگرافی
- ترانه‌شناسی تشالا موآنا در دیسکاگز در
- رومبا روی رودخانه بیوگرافی Tshala Muana
- تشالا موآنا در بانک اطلاعات اینترنتی فیلم‌ها (IMDb)